# Murádábád
Murádábád vagy Moradábád (hindi: मुरादाबाद) város India északi részén, Uttar Prades államban. A Ramganga, a Gangesz egyik mellékfolyója mentén fekszik, kb. 170 km-re Új-Delhitől. Lakossága 890 ezer fő volt 2011-ben.
Gazdasági életében fontos a kézműves ipar. 

## Nevezetes emberek
- Jigar Moradabadi
- Piyush Chawla
- Ponty Chadha
- Robert Vadra
- Sufi Amba Prasad
- Arun Lal

## Fordítás
Ez a szócikk részben vagy egészben  a   Muradabad című angol Wikipédia-szócikk fordításán alapul.  Az eredeti cikk szerkesztőit annak laptörténete sorolja fel. Ez a jelzés csupán a megfogalmazás eredetét és a szerzői jogokat jelzi, nem szolgál a cikkben szereplő információk forrásmegjelöléseként.